# Grand Prix de Suisse (cyclisme)
Pour les articles homonymes, voir Grand Prix de Suisse.
Le Grand Prix de Suisse est une ancienne course cycliste contre-la-montre disputée à Zurich de 1948 à 1955. L'épreuve est organisée par le Radfahrer Verein Zurich et patronnée par le journal Sports. Hugo Koblet s'y est notamment imposé à trois reprises.

## Palmarès
| Année | Vainqueur        | Deuxième        | Troisième       |
| ----- | ---------------- | --------------- | --------------- |
| 1948  | Ferdi Kübler     | Adolfo Leoni    | René Berton     |
| 1949  | Ferdi Kübler     | Charles Coste   | Hugo Koblet     |
| 1950  | Hugo Koblet      | Pierre Barbotin | Jean Brun       |
| 1951  | Hugo Koblet      | Ferdi Kübler    | Wim Van Est     |
| 1952  | Carlo Clerici    | Roger Decock    | Jean Brun       |
| 1953  | Pasquale Fornara | Jean Brun       | Ludwig Hörmann  |
| 1954  | Hugo Koblet      | Ferdi Kübler    | Isaac Vitré     |
| 1955  | Rolf Graf        | Albert Bouvet   | Gastone Nencini |